# Stäpphumla
Stäpphumla (Bombus cullumanus) är en insekt i överfamiljen bin (Apoidea) och släktet humlor.

## Utbredning
Utbredningsområdet sträcker sig osammanhängande från norra Spaniens stäpper över Centraleuropa till norra Altaj, söderöver till sydöstra Kazakstan, östra Uzbekistan, Tadzjikistan, Kirgizistan och Afghanistan. 1998 och 2011 har arten även påträffats i nordöstra Turkiet.
Stäpphumlan har gått tillbaka mycket kraftigt i Västeuropa, och den enda säkra förekomsten finns idag i Frankrike i Pyrenéerna och Centralmassivet. De östeuropeiska formerna Bombus serrisquama och Bombus appolineus betraktas av vissa auktoriteter som egna arter. Både Internationella naturvårdsunionen (IUCN) och Integrated Taxonomic Information System (ITIS) ser dem dock som synonymer.
Globalt är arten rödlistad som akut hotad av IUCN. Som främsta orsaker anges ett moderniserat jordbruk med minskad användning av klövervallar, vilka är artens främsta näringskälla, ökad skogsplantering, byggnation samt klimatförändringar, speciellt det ökade antalet värmeböljor.
De senaste observationerna i Sverige gjordes i Skåne vid Ravlunda nära Lund 1957 samt på Öland i Södra Bårby 1973, Torslunda och Gråborg, båda 1976. Då humlan är mycket svår att skilja från stenhumla och gräshumla är dess status inte helt säker, men klart är att den är akut hotad i hela Västeuropa. I 2020 års rödlistning för hotade arter i Sverige anges den som nationellt utdöd ("RE"). I Finland saknas arten helt.

## Beskrivning
Stäpphumlan är en korttungad art, där drottningen och arbetarna som sagt är ytterst svåra att skilja från stenhumla; båda är svarta med yttersta bakkroppsspetsen röd. Bakbenen, inklusive pollenkorgen, är dock helsvarta, och stäpphumlans kind är kortare. Hanen är helt annorlunda och mycket färgglatt tecknad: Huvudet, mellankroppen och de två första tergiterna på bakkroppen är beige, den tredje tergiten är svart, och de resterande tergiterna (4 till 7) är brunröda. Mellankroppen har dessutom ett svart band tvärsöver, mellan vingfästena..

## Ekologi
Stäpphumlan föredrar kalkrika blomsterängar, torra sandmarker samt blomsterrika vägrenar och odlade marker. Den föredrar områden med många soltimmar under sommaren. Humlan har observerats på väddklint; vitklöver är en annan trolig värdväxt. Äldre uppgifter finns om besök på svartklint, kungsmynta och tistlar. Något bo har aldrig hittats, men det antas att det anläggs under jord, i övergivna mus- och sorkbon.